# Церкница
Церкница (словен. Cerknica) је градић и управно средиште истоимене општине Церкница, која припада Приморско-нотрањска регија у Републици Словенији.
По попису становништва из 2011. године, насеље Церкница имало је 3.928 становника.